# Il sergente Ryker
Il sergente Ryker (Sergeant Ryker) è un film statunitense del 1968 diretto da Buzz Kulik.
È un film drammatico a sfondo giudiziario con protagonisti Lee Marvin, Bradford Dillman e Vera Miles. Il film era stato originariamente trasmesso in televisione sulla NBC come episodio (diviso in due parti) dal titolo The Case Against Paul Ryker della serie televisiva antologica The Crisis (Kraft Suspense Theatre) andato in onda il 10 e il 17 ottobre 1963. Fu ridistribuito come film al cinema nel 1968 per capitalizzare la popolarità di Marvin dopo Quella sporca dozzina.

## Trama
Il sergente Ryker è accusato di tradimento durante la guerra di Corea e si trova davanti alla corte marziale, perseguito dal capitano David Young, e condannato a morire.
Sua moglie, Ann, insiste sul fatto che Ryker ha ricevuto una difesa inadeguata. Secondo Ann, il marito era in missione segreta, assegnatagli da un ufficiale superiore che nel frattempo era morto e non può più garantire per lui.
Il capitano Young viene quindi convinto ad ottenere l'approvazione del generale Bailey per un nuovo processo, e non solo; questa volta intende offrirsi come volontario per difendere Ryker. Quando scopre che si sta sviluppando una relazione romantica tra Young e la moglie, che ha portato al voltafaccia del capitano, Ryker s'infuria.
Il nuovo procuratore, il maggiore Whitaker, presenta quella che dovrebbe essere la prova schiacciante per condannare Ryker. All'ultimo minuto, però, Young presenta a testimoniare un giovane sergente di nome Winkler che racconta la vera storia di Ryker, portando alla sua assoluzione.

## Produzione
Il film, diretto da Buzz Kulik su una sceneggiatura di William D. Gordon e Seeleg Lester, fu prodotto da Frank Telford per la Universal Pictures e la Roncom Films.

## Distribuzione
Il film fu distribuito negli Stati Uniti dal 1º febbraio 1968 al cinema dalla Universal Pictures.
Alcune delle uscite internazionali sono state:
- in Francia il 3 maggio 1968 (L'odyssée d'un sergent)
- in Svezia il 10 giugno 1968 (I galgens skugga)
- in Germania Ovest l'11 giugno 1968 (Hängt den Verräter!)
- in Finlandia il 19 luglio 1968 (Kersantti Ryker)
- in Portogallo il 17 ottobre 1968 (O Sargento Ryker)
- in Danimarca il 29 gennaio 1969 (Sergent Ryker)
- in Grecia (Lohias Ryker)
- in Spagna (Sargento Ryker)
- in Italia (Il sergente Ryker)

## Critica
Secondo il Morandini il film è "distribuito sulla scia del successo ottenuto da Marvin con Quella sporca dozzina" ed è un dramma con una notevole dose di dialoghi e un buon cast in cui spiccano Marvin e Dillman.